# Metro: Last Light (відеогра)
Metro: Last Light (укр. Метро: Останній промінь, рос. Метро 2033: Луч надежды, ) — відеогра в жанрі шутера від першої особи, розроблена українською студією 4A Games і видана Deep Silver 17 травня 2013. Є сиквелом попередньої гри розробників Metro 2033.
Офіційна українська локалізація вийшла 25 липня 2014.
Події Metro: Last Light відбуваються за кілька місяців після фіналу Metro 2033, коли Артем знищив лігво мутантів Чорних. Після того як спільного ворога жителів постапокаліптичного метро не стало, між ними назріває громадянська війна. Артем отримує шанс заручитися допомогою вцілілого Чорного та завадити завойовницьким планам «Червоної лінії».

## Ігровий процес
Як і в Metro 2033, гравець виступає в ролі молодого чоловіка Артема, що живе у постапокаліптичному світі. Він бореться з різними ворогами — бандитами, мутантами чи представниками ворожих угрупувань. Порівняно з попередньою грою, локації стали більшими, на них часто є кілька альтернативних шляхів до мети. В цій грі набої також поділяються на кустарні та заводські, котрі також слугують грошима. В Last Light зброю можливо модифікувати, доставляючи приціли, стабілізатори, глушники тощо.
Зброя тут розділена на первинну та вторинну. Первинної (стрілецька зброя) можна носити три види, вторинної (ножі, метальні ножі, осколкові та запалювальні гранати) — чотири. Артем носить з собою протигаз, прилад нічного бачення, ліхтар, аптечки та зарядну динамо-машину. Його годинник оснащений індикатором освітленості та таймером, який показує час до зношення фільтра протигаза.

## Сюжет

### Дія
Після знищення лігва мутантів Чорних минуло кілька місяців. Орден «Спарта» зайняв бункер Д-6, наповнений припасами та зброєю, що укріплює його позиції в московській підземці. До Артема, якому наснився кошмар приходить Хан і повідомляє, що Чорних не знищено остаточно. Хан розповідає, що був на місці лігва і бачив живого мутанта, а Чорні зовсім не бажали людям зла. Артем просить Мельника спорядити експедицію на поверхню, той не вірить Хану, але дозволяє вийти в розвідку разом з його донькою Анною. Тим часом «Спарта» розшукує зрадника Лісницького, що викрав зразок вірусу для комуністичної організації «Червона лінія».
На поверхні Артем оглядає згарище, що лишилось від лігва Чорних. Після битви з мутантами він знаходить дитину Чорних. Анна підстрілює його, малюк телепатично приголомшує Артема, але й сам непритомніє. Це помічають бійці «Четвертого рейху», що шукали вхід до бункера Д-6. Вони схоплюють Артема і Чорного, тоді як Анні вдається сховатись.
Артем стає свідком страти нацистами полонених. Один з них, комуніст Павло Морозов, вбиває охоронця та звільняє Артема. Вдвох вони тікають, дорогою звільнивши полонених, та дізнаються, що Чорного продали найбільшому угрупуванню метро «Ганза». На станції «Тверська» втікачі опиняються саме в час промови фюрера. Артем стріляє і, скориставшись сум'яттям, викрадає дрезину, на якій їде разом з Павлом. Однак, Павла знову схоплюють і тепер Артем іде його визволяти. Йому вдається прийти на допомогу коли Павла вішають. Обоє тікають крізь наповнені мутантами катакомби.
Знайшовши протигази, Артем з Павлом вибираються на поверхню. Там вони знаходять розбитий літак і бачать видіння його падіння на початку війни. Далі обоє прямують до станції «Театральна», стикаючись із численними мутантами. Охорона станції впускає їх, після чого спалює мутантів з вогнеметів.
На станції Павло пропонує відсвяткувати порятунок, але в горілку Артема підмішане снодійне. Павло здає його начальству та передає генералу Корбуту. Артем дізнається, що Лісницький доставив вірус комуністам. Корбут допитує Артема, але посеред допиту в кімнату вривається Генсек "Красної Лінії" Максим Москвін. Він каже, що методи допиту Корбута "неефективні", тому починає свій допит, та в його ході починає бити Артема на очах свого сина Леоніда. Той не поділяє методів батька і згодом допомагає Артему втекти. Після цього герой розкриває, що Корбут готується захопити все метро, та бачить як комуністи готуються до війни. Він зустрічає свого знайомого Андрія, що дає йому дрезину для подорожі далі.
Артем допомагає біженцям з «Червоної лінії» в боротьбі з бандитами. Шукаючи Павла, він втрачає дрезину і продовжує шлях крізь затоплені тунелі з рибалкою Федором. На станції «Третяківська» Артем довідується, що туди прибули комуністи і перебувають в борделі. Йому вдається підслухати їхню розмову про якийсь експеримент. Він прокрадається на склад, де зненацька застає Павла. Зрадник зізнається, що Чорного відправили на станцію «Жовтнева», але слідом прибуває інженер Семен і Павло, скориставшись нагодою, тікає. Семен дає Артему захисний костюм, той піднімається на поверхню і вирушає до аванпосту в храмі Христа Спасителя, щоб розповісти про плани «Червоної лінії».
На поверхні шлях Артема пролягає крізь болото. Він лагодить пором, на якому відбивається від мутантів і допливає до союзників зі «Спарти», серед яких є й Анна. На аванпост несподівано нападають комуністи під командуванням Лісницького. Артем непритомніє, коли його привалює дверима, Лісницький бере Анну в полон, щоб диктувати свої умови «Полісу». Переслідуючи Лісницького, Артем опиняється в катакомбах, населених мутантами. Катакомби затоплює, вода виносить Артема до тунелів неподалік від «Жовтневої».
На станції Артем бачить, що всіх її жителів вразила хвороба і комуністи вбивають їх, виправдовуючись боротьбою з епідемією. Він знаходить Анну, проте Лісницький знову встигає втекти. Артем з Анною прямують до кільцевої Жовтневої лінії, де зустрічають Хана з солдатами «Ганзи». Лишившись без протигазів, вони непритомніють. Їх відправляють до лікарні, де Артем з Анною згодом кохаються. Лікарі виявляють, що поширений комуністами вірус короткоживучий, тому прибулі пізніше на «Жовтневу» Артем з Анною не заразились.
Анна лишається в лікарні, поки Артем з Ханом вирушають перехопити потяг з Чорним. Дорогою вони перетинають містичну річку, котра переносить їх між різними місцями та часовими періодами. Це допомагає опинитись у потязі, де Артем визволяє Чорного, але Ульман, не знаючи про план Артема й Хана, підриває потяг. Це змушує знову вибратися на поверхню. Дорогою Чорний каже, що знищення лігва мутантів було помилкою.
В депо за Москва-рікою мандрівники стикаються з Лісницьким, а згодом на Червоній площі — з Морозовим. Зрадника вдається поранити, Артем вирішує помилувати його та лишає Павлу протигаз, або ж убити. Чорний паралельно показує Артему спогади ворогів. В Александрівському саду Артем стикається з ведмедицею і врешті доходить до Кутаф'ї вежі, де на нього чекають Хан і Мельник. Чорний показує їм, що в бункері Д-6 є капсули зі сплячими Чорними, натякаючи, що Чорні були створені людьми ще до війни. Мельник обіцяє випустити їх, якщо мутант якось допоможе. Чорний маскується під звичайного хлопчика і йде з іншими в «Поліс».
Разом з Чорним Артем приходить на промову лідера «Червоної лінії», генсека Москвина, що підступно обіцяє мир. Чорний проникає в його спогади і змушує мимовільно зізнатись, що той убив свого брата. Тоді Москвин виправдовується та розповідає як Корбут змусив його піти на злочин аби заволодіти Д-6. Комуністи вирушають в наступ на бункер. Чорний, залежно від поведінки Артема до цього моменту, або каже, що піде врятувати Чорних, або що попросить їх допомогти.
Артем, Ульман, Хан і бійці «Спарти» готують оборону бункера. Комуністи нападають, кидаючи свої найкращі війська, але зрештою зазнають поразки. Та слідом приїжджає ворожий бронепоїзд, Мельник розповідає перед цим, що бункер заміновано і його можна знищити одним поворотом рубильника. Новий напад приголомшує Артема, отямившись, він бачить, що більшість захисників Д-6 загинули, а Мельнику відірвало ноги. Корбут вважає себе переможцем, але Артем опиняється біля рубильника.

### Фінали
Звичайний: Чорний зупиняє Артема і прикликає інших Чорних на допомогу. Вони швидко знищують нападників. Ульман гине, а Мельник стає керівником «Полісу». Чорні покидають метро, але обіцяють повернутися. Цей фінал отримується, якщо гравець слухав розповіді жителів станції, виконував їхні прохання, досліджував приховані місця, рятував жінок і дітей від бандитів, уникав убивств людей, а також мутантів під час подорожі по поверхні з Чорним, помилував Лісницького з Морозовим.
Альтернативний: Артем підриває бункер, всі в ньому гинуть, в тому числі сам Артем і Корбут. За якийсь час Анна розповідає своєму сину про Артема і Чорних, кажучи, що мутанти ще повернуться. Цей фінал отримується, якщо гравець не оглядав приховані місця, вбивав ворогів і безпомічних, не допомагав жителям станцій, крав у них та якщо вбив Лісницького з Морозовим.

## Завантажувані доповнення
- Ranger Pack — аналогічне до однойменного доповнення для Metro 2033. Додає реалістичний режим гри «Рейнджер», в якому як вороги, так і протагоніст, завдають більше ушкоджень одні одним, при цьому ворогів стає більше; зменшується кількість боєприпасів; з екрана прибираються всі позначки. Разом з тим на старті гри видається більше набоїв.
- Factions Pack — додає нову зброю та три місії за різні угруповання метро: «Важка піхота» — у ролі бійця « Четвертого рейху» у важкій броні і з потужним озброєнням необхідно відбити напад «Червоної лінії»; «Кшатрії» — в ролі захисника групи бійців «Полісу» гравцеві належить здійснити вилазки на поверхню в бібліотеку, аби знайти цінні предмети і легендарну карту Метро-2; «Снайпери» — в ролі снайпера «Червоної лінії» слід разом з напарником проникнути на базу «Рейху» і пробратися до станції «Чорна».
- Tower Pack — в ролі капітана слід випробувати «Вежу» бункера Д-6 — віртуальний полігон для тренування солдатів, де повправлятися в знищенні ворогів та мутантів.
- Developer Pack — два додаткових рівня — демонстраційний та екшн. На рівні «Комплект розробника» знаходиться своєрідний музей, де можна розглянути всіх персонажів та істот гри, а також випробувати всю зброю та влаштувати бій обраних істот. На рівні «Павуче лігво» гравець виступає в ролі майже беззбройного бійця, метою котрого є втекти з наповнених павуками-мутантами катакомб.
- Chronicles Pack — доповнює сюжет гри кількома сценами та розмовами персонажів під час дії, а не лише в кат-сценах. Так, після зустрічі з Артемом на «Третьяківській» гравцеві належить побути в ролі Павла. Втікши від Артема, він потрапляє в полон до бандитів, але йому вдається втекти на «Червону Лінію». Тут з'ясовується, що Бурбон з оригінальної гри вижив. Після підриву потяга комуністів Ульман зустрічається з Ханом, і вони разом пробираються до «Полісу», зустрівшись з мутантами та видіннями минулого вчинку Хана, про який він жалкує. Також, граючи за Анну, гравець може дізнатися що з нею трапилося, коли Артем потрапив у полон до нацистів після зустрічі з малюком Чорних. Вона слідує за нацистами, стикаючись із їхніми патрулями, та майже наздоганяє конвоїрів Артема, проте не встигає його визволити[12].

## Історія розробки
Розробники обіцяли зберегти все найкраще, що було в Metro 2033, і виправити деякі недоліки. Обіцяли так само просунутий АІ і оптимізацію графічного рушія. У грі став доступний повноцінний мережний режим.
Автори постапокаліптичного хорора Metro: Last Light вирішили не брати за основу сюжету події другої книги Дмитра Глуховського. Замість цього гра стане прямим продовженням першої частини. Інформацію про це роздобули співробітники порталу IGN. Головним героєм Metro: Last Light знову буде Артем, якому цього разу доведеться запобігти громадянській війні між мешканцями різних станцій московського метро. Презентація Metro: Last Light проходила під час виставки Е3.
На спеціальній конференції для інвесторів THQ на кінець 2011 фінансового року генеральний директор компанії Брайан Фаррелл (Brian Farrell) повідомив та офіційно підтвердив, що продовження шутера Metro 2033 буде під назвою Metro: Last Light. Згідно з отриманою інформацією IGN, гра буде «прямим продовженням» оригінальної гри Metro 2033: Fear The Future. Сюжет Metro: Last Light буде розвиватися через 1 рік після оригінальних подій гри Metro 2033, де люди, що вижили після ядерних подій, як і раніше живуть у відносній безпеці на станціях московського метро, у той час як на поверхні панує отруйне повітря та мутанти. І знову нам ще раз доведеться грати за Артема. І що найважливіше, компанія THQ офіційно підтвердила багатокористувацький режим, який цього разу буде й у сиквелі.
Журналісти провідних видань CVG, IGN та багатьох інших, які побували в Лондоні на показі демо гри, кажуть, що гра виглядає чудово, у грі також залишилися стелс-місії, перестрілки виглядають набагато краще тих, що були в оригіналі Metro 2033. Сиквел розроблено на трьох основних принципах: перший — це зберегти атмосферу жаху першої частини, другий — урізноманітнити набір зброї, третій — удосконалити технології Metro 2033. Розробники з 4A Games також врахували деякі побажання гравців та пообіцяли цього разу виправити деякі помилки, підправити AI (штучний інтелект) і стелс-елементи.

## Metro: Last Light Redux
22 травня 2014 було анонсовано Redux версію гри. Повноцінний реліз Metro: Last Light Redux відбувся 26 серпня 2014 в Північній Америці та 29 серпня 2014 у Європі для Windows, PlayStation 4 та Xbox One. Основними нововведеннями Redux-версії були включення до неї всіх DLC, покращена графіка, нові режими гри та наявність повної української локалізації від студії «Омікрон» та Шлякбитрафу. В новому режимі «Спартанець» пропонується кілька рівнів складності, але у всіх перезарядка зброї триває довше, а електронний годинник Артема замінено на механічний (як в Metro 2033). У «Виживанні» на додачу до цього вороги сильніші та уважніші, а корисних предметів трапляється менше.
На додачу до Metro: Last Light Redux, видавець також випустив об'єднаний реліз під назвою Metro Redux, в який ввійшли як Metro: Last Light Redux, так і Metro 2033 Redux. 2 червня 2015 року було випущено демо-версію Metro Redux для PlayStation 4 таXbox One, що дала змогу гравцям пройти одну третю гри.

## Українська локалізація
16 липня 2013 року успішно закінчилися перемовини між представниками порталу PlayUA та студії 4A Games на тему офіційної локалізації гри Metro: Last Light українською мовою. Гру перекладено повністю — текст і озвучення. Над текстом працювали професійні перекладачі й мовознавці, які вже мали досвід локалізації ігор. До озвучення долучилися київські актори дублювання зі студії Омікрон.
Орієнтовний термін виконання локалізації було оцінено в два місяці з виходом у вересні 2013 року. Першу половину цього терміну планували на сам переклад, другу — на озвучення і тестування. Локалізацію проводили з ініціативи і під керівництвом представників порталу PlayUA та за згоди та підтримки представників 4A Games.
25 липня 2014 офіційна українська локалізація з'явилася в Steam-версії Metro: Last Light. Переклад тексту виконали журналісти українського ігрового порталу PlayUA, а озвучення українською — актори студії Омікрон.

## Оцінки
| Агрегатор  | Оцінка                                 |
| ---------- | -------------------------------------- |
| Metacritic | (PC) 82/100 (PS3) 80/100 (X360) 80/100 |

| Видання       | Оцінка                         |
| ------------- | ------------------------------ |
| Game Informer | 8.75/10                        |
| GameSpot      | 9.0/10                         |
| GameTrailers  | 9.1/10                         |
| IGN           | 7.2/10 (X360, PS3) 7.7/10 (PC) |
| Joystiq       | [ 26 ]                         |

Загалом Metro: Last Light отримала позитивні відгуки від критиків. Версія для PC, згідно з підрахунками Metacritic, отримала оцінку в середньому 82/100, тоді як версії для PlayStation та 3 Xbox 360 по 80/100.
В рецензії IGN здобули схвалення сетинг гри, дизайн і велика кількість секретів, які належить дослідити. Але також вказувалось на велику кількість помилок та ШІ ворогів, за якого люди надто мляві, а мутанти надто агресивні. Також сюжет визначався як вельми напружений на початку, але розпливчатий наприкінці, коли в історії, зведеній до протистояння комуністів з нацистами, з'являються надприродні сили.
GameSpot відгукнулися про гру більш прихильно, вважаючи елементи містики вдалим доповненням до атмосфери Metro: Last Light. Сильними аспектами гри називалися сюжет, чергування сутичок і спокійних локацій, дослідження поверхні та набір зброї. З недоліків вказувалися невиразний ШІ та подекуди неякісна графіка.
Game Informer звернули увагу на звук та гру світла й тіні, які прирівняли до дизайну AAA-ігор. Анімації персонажів називалися дещо скованими, проте загалом візуал було високо оцінено, як і сюжет.